# Kathedraal van de Ontslapenis van de Moeder Gods (Tasjkent)
De Kathedraal van de Ontslapenis van de Moeder Gods (Russisch: Успенский кафедральный собор) is een Russisch-orthodoxe kathedraal in de Oezbeekse stad Tasjkent. Sinds 1945 is de kathedraal de belangrijkste kerk van het bisdom Tasjkent.

## Geschiedenis
De Russische militaire campagne in de gebieden van Centraal-Azië in de jaren 60 van de 19e eeuw noodzaakte tot de bouw van een militair hospitaal in Tasjkent. Bij het hospitaal werd eveneens een militaire begraafplaats aangelegd met een tijdelijke kapel gewijd aan de heilige Panteleimon. De kapel werd op 30 september 1871 gewijd en ook gebruikt voor erediensten. Al snel bleek de kapel veel te klein voor het groeiende aantal gelovigen en er werd geld ingezameld voor de bouw van een nieuwe ziekenhuiskerk. Generaal-gouverneur Konstantin Petrovitsj von Kaufman stelde onmiddellijk een bedrag van 3.000 roebel beschikbaar voor dit doel. De koopman Dmitry Zakho financierde echter het leeuwendeel van de bouw. Op 31 januari 1879 kon een nieuwe Panteleimonkerk worden ingewijd

## Sovjetperiode
Zoals de meeste kerken in Centraal-Azië werd in 1922 ook de Panteleimonkerk in Tasjkent overgedragen aan de Renoverende Kerk. De kerk werd gesloten voor de eredienst in 1933. Daarna kwam het gebouw in handen van het Militair District van Turkestan.

## Heropening
Na de oorlog werd het gebouw gerenoveerd en teruggegeven aan de gelovigen, maar nu gewijd als Ontslapeniskathedraal. In de jaren 1958-1960 werd de kathedraal bijna geheel herbouwd. In de jaren 90 werden ook de klokkentoren en koepels herbouwd en werd het interieur rijker uitgevoerd. Op 10 november 1996 bracht patriarch Alexi II een bezoek aan Tasjkent en ging in de kathedraal voor in de viering van de Goddelijke Liturgie.

## Fotogalerij

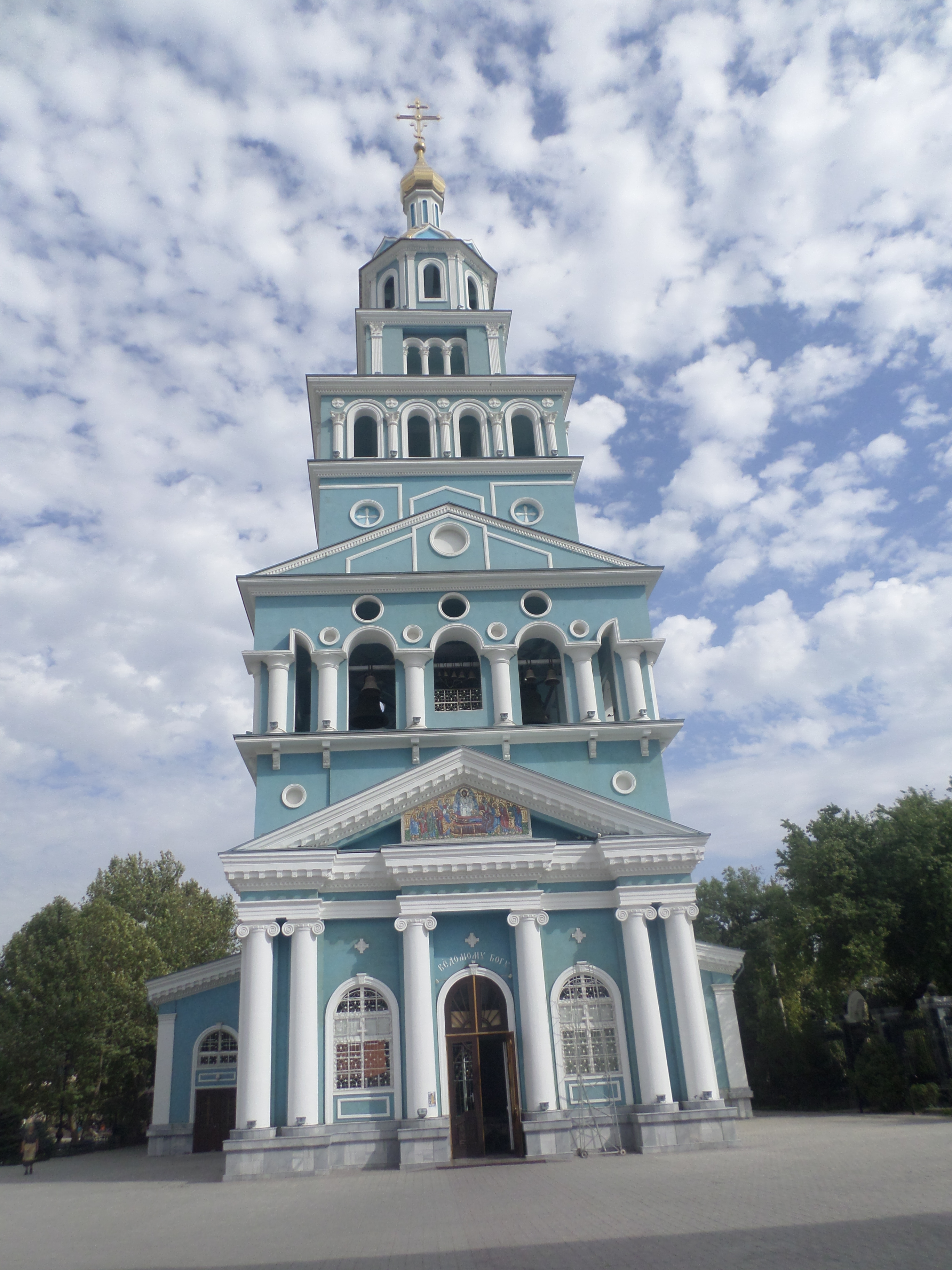
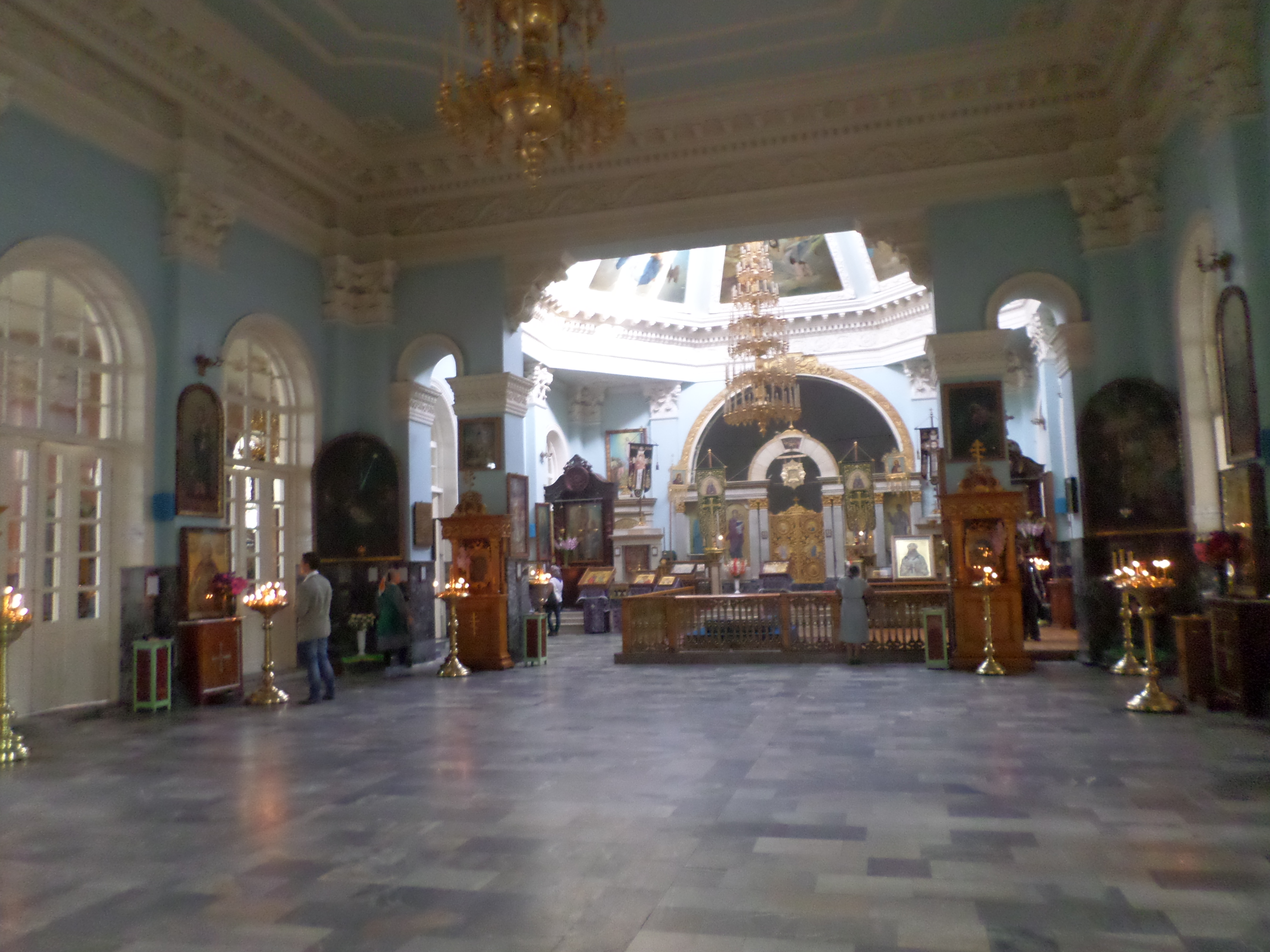
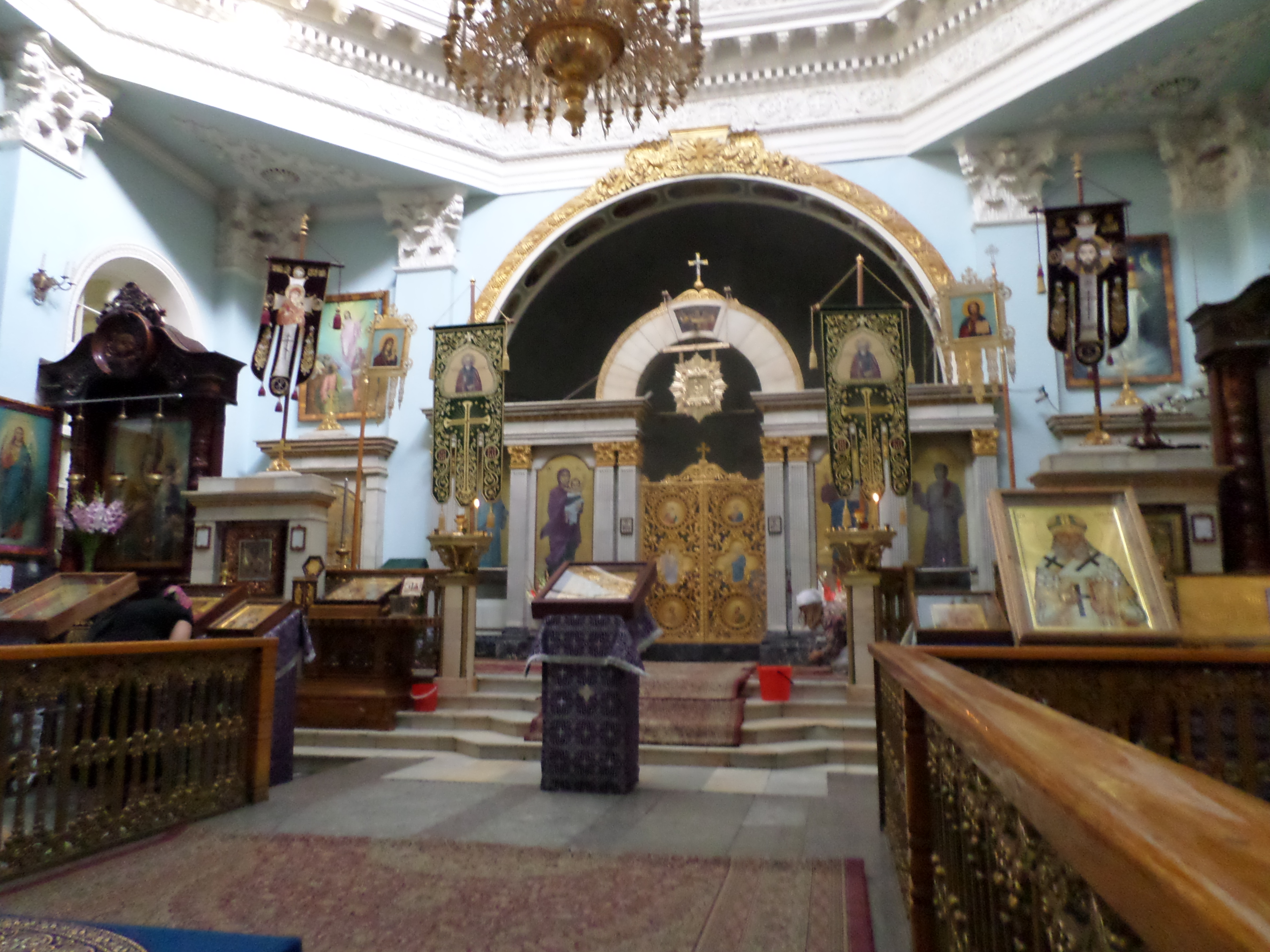
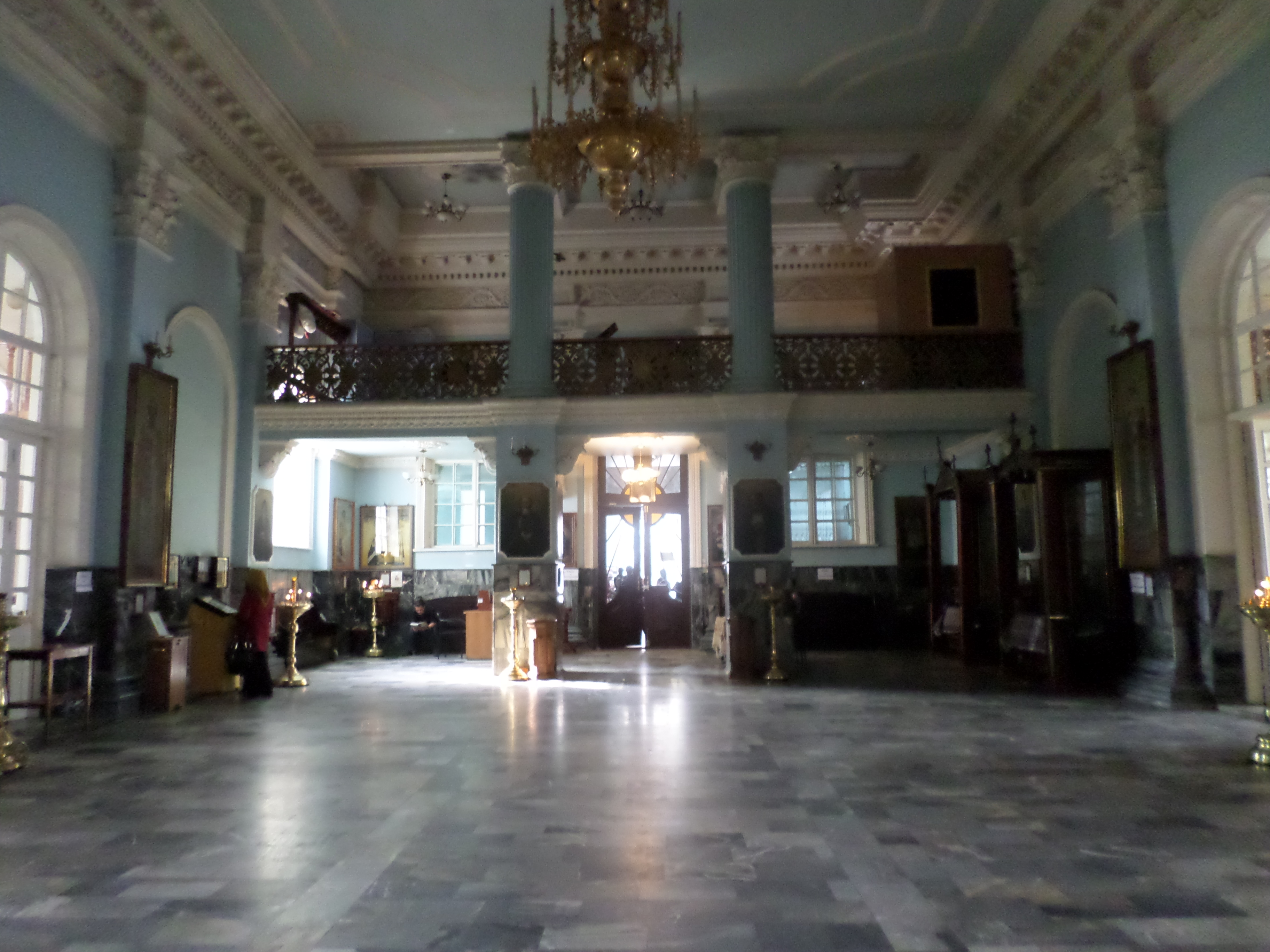